# Lucía Ruiz Pérez
Lucía Ruiz Pérez (Colindres, 18 de junio de 2004) es una ciclista profesional española que desde 2024 corre para el equipo Movistar Team de categoría UCI Women's WorldTeam.
Es la hermana melliza de la también ciclista Laura Ruiz Pérez.

## Biografía

### Primeros años
Debutó como profesional en 2023 en el equipo del Eneicat - CMTeam - Seguros Deportivos, logrando ese año ser Campeona de la Copa de España, con victorias parciales en el Trofeo Ciclismo Femenino Villa de Noja y en Igartza Sari Nagusia - Gran Premio Igartza (Beasáin).
Durante su paso por categoría Junior en el Río Miera–Cantabria Deporte, consiguió triunfos de etapa en 2021 y 2022 en la Bizkaikoloreak, ambos en la etapa de Abadiño. En 2022 también consigue victoria en la etapa de Mende en el Tour du Gévaudan.
Al igual que su hermana, estudia Veterinaria en la Universidad de León.

## Resultados en Grandes Vueltas y Campeonatos del Mundo
Durante su carrera deportiva ha conseguido los siguientes puestos en las Grandes Vueltas femeninas y en los Campeonatos del Mundo en carretera:
| Carrera              | Carrera              | 2023 | 2024 |
| -------------------- | -------------------- | ---- | ---- |
|                      | Giro de Italia       | —    | —    |
|                      | Tour de l'Aude       | X    | X    |
|                      | Tour de Francia      | —    | —    |
|                      | Vuelta a España      | 38.ª | —    |
| Mundial en Ruta      | Mundial en Ruta      | —    | —    |
| Mundial Contrarreloj | Mundial Contrarreloj | —    | —    |

-: no participa
Ab.: abandono

X: ediciones no celebradas

## Equipos
- Eneicat - CMTeam - Seguros Deportivos (2023)
- Movistar Team (2024-)